# Darwinia (plant)
Darwinia is een geslacht uit de mirtefamilie (Myrtaceae). De soorten zijn groenblijvende struiken die voorkomen in Australië.

## Soorten
- Darwinia acerosa W.Fitzg.
- Darwinia apiculata N.G.Marchant
- Darwinia biflora (Cheel) B.G.Briggs
- Darwinia briggsiae Craven & S.R.Jones
- Darwinia camptostylis B.G.Briggs
- Darwinia capitellata Rye
- Darwinia carnea C.A.Gardner
- Darwinia chapmaniana Keighery
- Darwinia citriodora (Endl.) Benth.
- Darwinia collina Gardner
- Darwinia diminuta B.G.Briggs
- Darwinia diosmoides (DC.) Benth.
- Darwinia divisa Keighery & N.G.Marchant
- Darwinia fascicularis Rudge
- Darwinia ferricola Keighery
- Darwinia foetida Keighery
- Darwinia glaucophylla B.G.Briggs
- Darwinia grandiflora (Benth.) R.T.Baker & H.G.Sm.
- Darwinia helichrysoides (Meisn.) Benth.
- Darwinia hortiorum K.R.Thiele
- Darwinia hypericifolia (Turcz.) Domin
- Darwinia leiostyla (Turcz.) Domin
- Darwinia leptantha B.G.Briggs
- Darwinia luehmannii F.Muell. & Tate
- Darwinia macrostegia (Turcz.) Benth.
- Darwinia masonii C.A.Gardner
- Darwinia meeboldii C.A.Gardner
- Darwinia micropetala (F.Muell.) Benth.
- Darwinia neildiana F.Muell.
- Darwinia nubigena Keighery
- Darwinia oederoides (Turcz.) Benth.
- Darwinia oldfieldii Benth.
- Darwinia oxylepis (Turcz.) N.G.Marchant & Keighery
- Darwinia pauciflora Benth.
- Darwinia peduncularis B.G.Briggs
- Darwinia pimelioides Cayzer & F.W.Wakef.
- Darwinia pinifolia (Lindl.) Benth.
- Darwinia polycephala Gardner
- Darwinia polychroma Keighery
- Darwinia procera B.G.Briggs
- Darwinia purpurea (Endl.) Benth.
- Darwinia repens A.S.George
- Darwinia salina Craven & S.R.Jones
- Darwinia sanguinea (Meisn.) Benth.
- Darwinia speciosa (Meisn.) Benth.
- Darwinia squarrosa (Turcz.) Domin
- Darwinia taxifolia A.Cunn.
- Darwinia terricola Keighery
- Darwinia thymoides (Lindl.) Benth.
- Darwinia vestita (Endl.) Benth.
- Darwinia virescens (Meisn.) Benth.
- Darwinia whicherensis Keighery
- Darwinia wittwerorum N.G.Marchant & Keighery

... · 
Acmena · 
Actinodium · 
Agonis · 
Allosyncarpia · 
Aluta · 
Angophora · 
Astartea · 
Astus · 
Babingtonia · 
Baeckea · 
Callistemom · 
Calytrix · 
Chamelaucium · 
Corymbia · 
Corynanthera · 
Cyathostemon · 
Darwinia · 
Enekbatus · 
Ericomyrtus · 
Eucalyptus (Eucalyptus) · 
Eugenia · 
Euryomyrtus · 
Feijoa · 
Homalocalyx · 
Homoranthus · 
Hypocalymma · 
Lamarchea · 
Leptospermum · 
Lophomyrtus · 
Malleostemon · 
Metrosideros · 
Micromyrtus · 
Myrceugenia · 
Myrciaria · 
Myrtus (Mirte) · 
Ochrosperma · 
Osbornia · 
Pileanthus · 
Pimenta · 
Psidium · 
Rinzia · 
Sannantha · 
Scholtzia · 
Syzygium · 
Thryptomene · 
Triplarina · 
Tristaniopsis · 
Verticordia · 
Waterhousea · 
Xanthostemon · 
...